# Тибетская Книга мёртвых

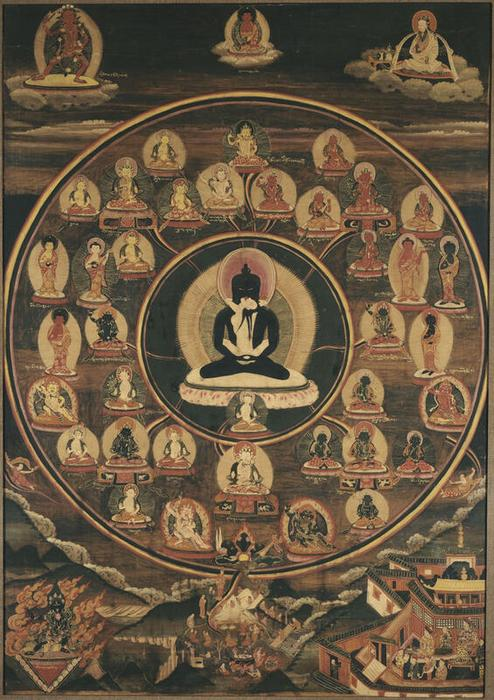
«Бардо Тхёдол»

«Тибетская книга мёртвых» — наиболее распространённое на Западе название тибетского буддийского текста «Бардо́ Тхёдо́л» (также «Бардо́ Тодо́л»; тиб. བར་དོ་ཐོས་གྲོལ, Вайли bar-do thos-grol; монг. Сонсгоод, кит. 死書 — «Освобождение в бардо́ [посредством] слушания»). Содержит подробное описание состояний-этапов (бардо), через которые, согласно тибетской буддийской традиции, проходит сознание человека начиная с процесса физического умирания и до момента следующего воплощения (реинкарнации) в новой форме. Четыре бардо — это жизнь, умирание и смерть, посмертие и новая жизнь. Для каждого этапа приводятся специальные рекомендации.
Общая продолжительность пребывания души в бардо после смерти составляет 49 дней. Книга «Бардо Тхёдол» связана с определёнными тантрическими практиками школы Ньингма, её образы и ассоциации могут быть непонятны без соответствующего посвящения и объяснений.

## История создания и переводов
Согласно преданию, книга была написана учителем Падмасамбхавой в VIII веке и сокрыта на холмах Гампо в Центральном Тибете, а впоследствии найдена в XIV веке искателем книжных сокровищ Карма Лингпой (англ.).
Первый перевод книги на европейский язык был выполнен тибетским ламой Кази Дава Самдрупой под редактурой оксфордского профессора У. И. Эванс-Венца (англ.). Эванс-Венц обнаружил манускрипт, но сам не знал тибетского языка, поэтому обратился к ламе за помощью. В итоге книга была опубликована в 1927 году и сразу вызвала у западной публики большой интерес. Успеху в том числе способствовало предложенное переводчиком по аналогии с Древнеегипетской книгой мертвых название.
Позднее вышли более точные, детальные и подробно комментированные переводы книги, среди которых следует выделить перевод тибетского учёного ламы Намкая Норбу.

## Содержание
Книга состоит из 2-х частей:
1. книга I Чигай Бардо и Чёнид Бардо — описывает психические явления в момент смерти и состояние сразу после смерти.
  1. часть 1 Бардо момента смерти
  2. часть 2 Бардо постижения реальности
2. книга II Сидпа Бардо — описывает явления, предваряющие новое рождение.
  1. часть 1 Посмертный мир
  2. часть 2 Процесс нового рождения.

## Комментарии
Один из наиболее известных комментариев к книге дал психолог Карл Густав Юнг. В самом начале Юнг отмечает, что, согласно «Книге мёртвых» высшая степень понимания и просветления достигается человеком в момент смерти. Юнг считает, что книга предназначена и может быть интересна не только специалистам в области религии, но и обычным людям, интересующимся этой областью знаний, и что сам Юнг обязан ей многими своими прозрениями и идеями. Также Юнг уделяет внимание разнице восприятия европейцами и буддистами Азии описанных в книге процессов, делая акцент на отсталости и ограниченности западного (европейского) сознания. Несмотря на последовавшую критику, именно Юнг заложил традицию трактовки «Книги мёртвых» в рамках западной психологической науки. Этим же подходом будут пользоваться другие комментаторы, например, Анагарика Говинда.
Американский психолог и писатель Тимоти Лири подготовил на основании «Бардо Тхёдол» руководство по использованию психоделических препаратов - Психоделический опыт: руководство по приёму психоделиков, основанное на Тибетской Книге мёртвых (aнгл. The Psychedelic Experience: A Manual Based on the Tibetan Book of the Dead).
Обращаются к наследию «Тибетской книги мёртвых» и современные буддийские авторы, например, Согъял Ринпоче, написавший произведение «Книга жизни и практики умирания». Понимая, что современному читателю, особенно на Западе, тяжело понять смысл и учения «Книги мёртвых», автор излагает их в более доступной форме.

## Переводы
- Тибетская книга мёртвых (Самоосвобождение путём слушания в бардо). Пер. с тиб. на итал., введ., коммент. Чогьяла Намкая Норбу; пер. с итал. Г. Шиловой. СПб.: Уддияна, 2004. ISBN 5-94121-023-X
- Тибетская книга мёртвых. Бардо Тхёдол. Пер. А. Боченкова. М.: Эксмо, 2005. ISBN 5-699-09341-9
- Тибетская книга мёртвых. Пер. с англ. В. Кучерявкина, Б. Останина. СПб.: Амфора, 1999. ISBN 5-8301-0063-0
- Тибетская книга мёртвых. Пер. с англ. О. Т. Тумановой. М.: ФАИР-ПРЕСС, 2001. 5-8183-0290-3
- Тибетская книга мёртвых. С коммент. Франчески Фримантл и Чогьяма Трунгпы. Киев: София, 2003. ISBN 5-9550-0164-6
- Роберт Турман Тибетская книга мёртвых. Пер. с англ. О. В. Альбедиля. М.: Открытый Мир, 2005. ISBN 5-9743-0002-5